# Villers-sur-Bonnières
Villers-sur-Bonnières település Franciaországban, Oise megyében. Lakosainak száma 140 fő (2022. január 1.). Villers-sur-Bonnières Achy, Bonnières, Crillon, Milly-sur-Thérain és Saint-Omer-en-Chaussée községekkel határos.

## Népesség
A település népessége az elmúlt években az alábbi módon változott:
| Lakosok száma | 159  | 159  | 163  | 164  | 162  | 161  | 159  | 150  | 140  |
|               | 2013 | 2015 | 2016 | 2017 | 2018 | 2019 | 2020 | 2021 | 2022 |